# Атанас Комшев
Атанас Славов Комшев е български състезател на ЦСКА по борба класически стил.

## Биография
Роден е на 23 октомври 1959 г. в с. Деветинци, Бургаско. Учи в Средно спортно училище „Стефан Караджа“ (Хасково), където тренира борба класически стил с треньор Иван Костов Костадинов.
В голямата борба влиза ударно с вицешампионска титла на световно първенство (1982, 1983 и 1984). Носител на два бронзови медала от световни първенства (1985, 1987). Два пъти печели европейското първенство по борба (1984, 1986). Висше образование завършва в НСА.
Върхът в кариерата му е златният медал на летните олимпийски игри в Сеул през 1988 г. в категория до 90 кг.
На 2 ноември 1994 г. Атанас Комшев пътува от София за Варна в автомобил „Сааб“, шофиран от негов приятел. На 16 km преди Велико Търново, при разклона за с. Пушево, колата се забива в камион, натоварен с тухли. След две мозъчни операции във Велико Търново и София умира на 12 ноември.
В град Карнобат неговото име носи спортна зала и клуб по борба „Олимпиец-Атанас Комшев“. Отборният трофей на държавния шампионат по борба е наименуван „Атанас Комшев“. Негова възпоменателна плоча е поставена на сградата на Средно спортно училище „Стефан Караджа“ (Хасково).